# Trentepohlia (Paramongoma) perpendicularis
Trentepohlia (Paramongoma) perpendicularis is een tweevleugelige uit de familie steltmuggen (Limoniidae). De soort komt voor in het Afrotropisch gebied.